# Jean-Claude Boutin
Pour les articles homonymes, voir Boutin.
Jean-Claude Boutin, né le 6 octobre 1941 à Asbestos, est un avocat et homme politique québécois. Il est député à l'Assemblée nationale du Québec de la circonscription de Johnson de 1973 à 1974, sous la bannière du Parti libéral du Québec.

## Biographie
Né le 6 octobre 1941 à Asbestos, Jean-Claude Boutin est le fils de Léo-Paul Boutin, mineur, et d'Yvette Godbout. Il étudie à l'Université de Sherbrooke. En 1968, il est admis au Barreau du Québec.
Pendant sa carrière, il est associé du cabinet d'avocats Zaor et Boutin de Sherbrooke. Il est également membre du conseil d'administration de l'Hôpital Saint-Louis de Windsor, de la Société canadienne de la Croix Rouge de Windsor, du Club de réforme de Sherbrooke, du Club Lions de Windsor et des Chevaliers de Colomb.
Partisan du Parti libéral du Québec, il est président des jeunes libéraux du Québec, de l'Association libérale du comté de Richmond et de l'Association libérale du comté de Johnson. En 1973, il est élu député libéral dans Johnson, avant de démissionner le 25 juillet 1974. La même année, il se représente dans la même circonscription à l'élection partielle du 28 août 1974, où il est défait. Il retourne à la pratique du droit après sa carrière politique.